# جون أوسبورن (أسقفة)
جون أوسبورن (بالإنجليزية: June Osborne)‏ هي أسقفة بريطانية، ولدت في 10 يونيو 1953 في مانشستر في المملكة المتحدة.